# Anne Birgitte Lundholt
Anne Birgitte Lundholt, née le 11 juin 1952 à Fredericia (Danemark), est une femme politique danoise, membre du Parti populaire conservateur (KF) et ancienne ministre.